# Stefan Berezowski
Stefan Michał Jan Berezowski (ur. 7 lipca 1897 we Lwowie, zm. 24 marca 1983 w Poznaniu) – podpułkownik pilot–obserwator Wojska Polskiego.

## Życiorys
Syn Jana i Emili z domu de Fekete. W maju 1915 roku ukończył w Wiedniu średnią szkołę realną i został powołany do służby w armii austro-węgierskiej. Otrzymał przydział do Dywizjonu Armat Polowych Obrony krajowej Nr 43 (niem. k.k. Landwehr Feldkanonendivision Nr 43), z którego został wysłany na rok do szkoły oficerskiej 11 Korpusu w Jägerdorfie. W 1916 roku walczył na froncie włoskim jako dowódca kompanii karabinów maszynowych. W 1918 roku został skierowany do szkoły obserwatorów lotniczych w Wiener Neustadt, po jego ukończeniu otrzymał przydział do skierowany do Fliegerkompagnie 8. Wykonał tam 17 lotów bojowych. 
2 listopada 1918 roku przejechał pociągiem z Krakowa do Lwowa i wstąpił do II bojowej eskadry we Lwowie. 21 stycznia 1919 roku został kontuzjowany w wypadku lotniczym pod Mińskiem, po rekonwalescencji skierowano go do Wojskowej Szkoły Lotniczej w Warszawy. Z powodu trudnej sytuacji na froncie polsko-bolszewickim został w marcu 1919 roku wcielony do 1 eskadry wywiadowczej. Walczył w jej składzie na froncie litewsko-białoruskim, gdzie latał w grupie gen. Szeptyckiego. 2 i 7 kwietnia wziął udział w lotach nad Lidą, podczas których przeprowadził rozpoznanie oraz zbombardował cele naziemne (m.in. koszary Armii Czerwonej). Zostało to odnotowane w porannym komunikacie operacyjnym Sztabu Generalnego z 8 kwietnia 1919 roku. W lipcu 1919 roku był jednym z dwóch obserwatorów jakimi dysponowała 1 ew, dlatego też często uczestniczył w lotach bojowych.  
We wrześniu 1919 roku został skierowany na szkolenie do I Niższej Szkoły Pilotów w Krakowie. 26 kwietnia 1920 roku kontynuował szkolenie w Wyższej Szkole Pilotów na poznańskiej Ławicy. W czerwcu 1920 roku otrzymał przydział do 14 eskadry wywiadowczej. 20 maja 1920 roku został ciężko ranny podczas lotu bojowego. 
8 lipca 1920 roku został zwolniony z czynnej służby w Wojsku Polskim bez zaliczenia do rezerwy. Powodem zwolnienia było oskarżenie o przyjmowanie łapówek. W 1921 roku został przyjęty z powrotem do czynnej służby wojskowej w Wojsku Polskim. Od 20 listopada 1921 roku służył w 5. eskadry wywiadowczej 3. pułku lotniczego w Poznaniu. 21 maja 1925 roku został mianowany dowódcą 34 eskadry lotniczej. 18 marca 1926 roku został powołany na stanowisko dowódcy nowo utworzonej 117 eskadry myśliwskiej, które pełnił do rozwiązania eskadry w maju 1926 r. W 1927 roku został mianowany komendantem pułkowej Szkoły Podoficerów Rezerwy Lotnictwa. Z dniem 3 listopada 1932 roku został przydzielony na czteromiesięczny kurs oficerów sztabowych lotnictwa przy Wyższej Szkole Wojennej w Warszawie, w charakterze słuchacza. W marcu 1933 roku, po ukończeniu kursu, został wyznaczony na stanowisko dowódcy dywizjonu w 3 pułku lotniczym. W 1934 roku został przeniesiony do Centrum Wyszkolenia Technicznego Lotnictwa w Bydgoszczy na stanowisko komendanta Technicznej Szkoły Podchorążych Lotnictwa. Na stopień podpułkownika został mianowany ze starszeństwem z 19 marca 1939 i 6. lokatą w korpusie oficerów lotnictwa, grupa liniowa. Był wówczas dowódcą Batalionu Szkolnego Lotnictwa w Świeciu.
Po kampanii wrześniowej przedostał się do Wielkiej Brytanii, gdzie wstąpił do RAF. Otrzymał numer służbowy P-0436. Został uznany za przeciwnika politycznego rządu Władysława Sikorskiego i osadzony w Stacji Zbornej Oficerów Rothesay na wyspie Bute. Po zakończeniu wojny został zdemobilizowany i repatriował do Polski. 
Zmarł 24 marca 1983 roku w Poznaniu. Został pochowany 5 kwietnia 1983 roku w grobie rodzinnym na Cmentarzu Junikowo (pole AZ kwatera 2-P-30).

## Życie prywatne
Od 1 lutego 1922 roku żonaty z Marią Anielą z Gałdyńskich, z którą miał syna Jana Franciszeka (ur. 18 września 1922).

## Ordery i odznaczenia[2][19]
- Złoty Krzyż Zasługi (10 listopada 1938)[20][13]
- Medal Niepodległości (9 listopada 1933)[21]
- Srebrny Krzyż Zasługi (28 lutego 1925)[22]
- Medal Pamiątkowy za Wojnę 1918–1921
- Medal Dziesięciolecia Odzyskanej Niepodległości
- Polowa Odznaka Pilota nr 41 (11 listopada 1928)[23]
- Polowa Odznaka Obserwatora nr 31 (11 listopada 1928)[24]
- Medal 10 Rocznicy Wojny Niepodległościowej (Łotwa, 1929)[25]
- czechosłowacka Odznaka Pilota (1929)[26]